# Красноярська АЕС
Красноярська атомна електростанція (рос. Красноярская АЭС) — планована атомна електростанція в Росії. Вона буде розташована поблизу села Холмогорське Красноярського краю. Про плани будівництва станції було оголошено в серпні 2024 року в рамках програми будівництва нової атомних електростанцій російського уряду. Електростанція повинна мати чотири вдосконалені реактори на швидких розмножувачах РБН, які є наступниками реакторів типу БН і, зокрема, моделі БН-1200.

## Історія та технічна інформація

### Початки
Про плани будівництва другої атомної електростанції в Красноярському краї вперше було несподівано оголошено в серпні 2024 року. Тоді російський уряд оголосив, що має намір побудувати до 33 нових ядерних реакторів по всій Росії в рамках нового плану з будівництво АЕС до 2042 року.

## Інформація про реактори
| Реактор       | Тип реактора | Продуктивність | Продуктивність | Початок будівництва | Підключення до мережі | Введення в експлуатацію | Закриття |
| Реактор       | Тип реактора | Нетто          | Брутто         | Початок будівництва | Підключення до мережі | Введення в експлуатацію | Закриття |
| ------------- | ------------ | -------------- | -------------- | ------------------- | --------------------- | ----------------------- | -------- |
| Красноярськ-1 | РБН          |                | 1255 МВт       |                     | 2037                  |                         |          |
| Красноярськ-2 | РБН          |                | 1255 МВт       |                     | 2039                  |                         |          |
| Красноярськ-3 | РБН          |                | 1255 МВт       |                     | 2041                  |                         |          |
| Красноярськ-4 | РБН          |                | 1255 МВт       |                     | 2042                  |                         |          |